# A könyvelő álma / Az égben lebegők csarnoka
Az A könyvelő álma / Az égben lebegők csarnoka az Omega kislemeze 1976-ból. Előbbi dal az Omega 7: Időrabló nagylemez előzetese, utóbbi pedig az Omega 6: Nem tudom a neved albumon jelent meg, ez a változat azonban nem azonos azzal a felvétellel.

## Megjelenések
- 1976 SP

## Dalok
A: A könyvelő álma (Omega – Sülyi Péter)
B: Az égben lebegők csarnoka (Molnár György – Kóbor János – Sülyi Péter)

## Az együttes tagjai
- Benkő László – billentyűs hangszerek
- Debreczeni Ferenc – dob, ütőhangszerek
- Kóbor János – ének, vokál
- Mihály Tamás – basszusgitár
- Molnár György – gitár